# Pożegi
Pożegi (niem. Poseggen)) – uroczysko; dawna miejscowość mazurska w Polsce, położona w województwie warmińsko-mazurskim, w powiecie piskim, w gminie Pisz.
Wieś powstała w ramach kolonizacji Wielkiej Puszczy. Wcześniej był to obszar Galindii. Była to wieś ziemiańska (dobra służebne) w posiadaniu drobnego rycerstwa (tak zwani wolni), którzy mieli obowiązek służby rycerskiej (zbrojnej). Nazwa wsi Pożegi wywodzi się od nazwiska Pożgla (lub Pośgla, zdaniem Wojciecha Kętrzyńskiego). Michał Pożgla wymieniany jest w dokumentach z 1561 r. przy informacji o zakupie ziemi w Bielicach.
Wieś służebna założona przez komtura Eberharda von Wesenthau, na 10 łanach (około 1,8 km²). Obszar ten został nadany Andrzejowi i Stanisławowi Pożegom (od nazwiska pierwszych właścicieli wzięła się nazwa wsi), na prawie magdeburskim z obowiązkiem jednej służby zbrojnej. Ponieważ nie wyznaczono wolnizny, można wnioskować, że wieś istniała już wcześniej (przed 1424 r.), w tak zwanej „dąbrowie” między Turowem, Pietrzykami i Bogumiłami. W 1476 r. prokurator piski, Jan von Helmstedt, nadał Janowi Włosikowi z Pisza cztery łany na prawie magdeburskim, tak zwanego nadmiaru, między wsiami Zawady, Bogumiły, czyli w obszarze późniejszej wsi Pożegi.

## Obecnie
Na niemieckiej mapie z 1928 roku osada o gęstej zabudowie, około 10 gospodarstw. Obecnie w tym miejscu nie ma zabudowy tylko pola uprawne. Na zdjęciach satelitarnych można dostrzec zarys dawnych dróg i niektórych gospodarstw.